# فرانك دوبسون
فرانك دوبسون (بالإنجليزية: Frank Dobson)‏ هو مدرب كرة سلة أمريكي، ولد في 10 يناير 1885 في فيلادلفيا في الولايات المتحدة، وتوفي في 1959.

## وصلات خارجية
- فرانك دوبسون على موقعبيزبول رفرنس.كوم (الدوري الثانوي) (الإنجليزية)